# 11 janvier 1975
Le samedi 11 janvier 1975 est le 11e jour de l'année 1975.

## Naissances
- Amnaj Kaewkiew, joueur de football thaïlandais
- Chip Knight, skieur alpin américain
- Dan Luger, joueur anglais de rugby à XV
- François Gremaud, comédien suisse et metteur en scène de théâtre
- Hedinn Steingrimsson, joueur d'échecs et entraîneur islandais
- Liu Hongyu, athlète chinoise
- Maki Mochida, actrice japonaise
- Matteo Renzi, homme politique italien
- Peter Monsaert, réalisateur belge
- Rory Fitzpatrick, joueur de hockey sur glace américain
- Sébastien Surel, violoniste français
- Venetian Snares, musicien canadien

## Décès
- Max Lorenz (né le 10 mai 1901), artiste lyrique
- Paul Pierre Méouchi (né le 1er avril 1894), patriarche de l'Église maronite
- Pierre de Chabot (né le 5 août 1887), personnalité politique française